# Crelan-Vastgoedservice Continental Team/Saison 2016
Dieser Artikel listet Erfolge und Fahrer des Radsportteams Crelan-Vastgoedservice Continental Team in der Saison 2016 auf.

## Erfolge in der UCI Europe Tour
| Datum      | Rennen                             | Kat. | Sieger          |
| ---------- | ---------------------------------- | ---- | --------------- |
| 7. Mai     | 4. Etappe Vier Tage von Dünkirchen | 2.HC | Xandro Meurisse |
| 25. Mai    | Prolog Belgien-Rundfahrt (EZF)     | 2.HC | Wout van Aert   |
| 23. August | GP Stad Zottegem                   | 1.1  | Tim Merlier     |
| 28. August | Schaal Sels                        | 1.1  | Wout van Aert   |

## Abgänge – Zugänge
| Zugänge                        | Team 2015                   | Abgänge                           | Team 2016                           |
| ------------------------------ | --------------------------- | --------------------------------- | ----------------------------------- |
| David Boucher                  | FDJ                         | Joeri Adams (bis 30. Juni)        | Kalas-H.Essers-NNOF                 |
| Yannick Eijssen                | Wanty-Groupe Gobert         | Alexander Cools                   | Superano Ham-Isorex                 |
| Alexander Geuens               | Neoprofi                    | Sander Cordeel                    | Vérandas Willems Cycling Team       |
| Johan Jacobs (ab 15. November) | Neoprofi                    | Jan Denuwelaere (bis 20. Oktober) | Mahieu Construct-Kona-360-sports.be |
| Pieter Jacobs                  | Topsport Vlaanderen-Baloise | Kevin Hulsmans                    | Sportdirektor bei Crelan            |
| Xandro Meurisse                | An Post-Chain Reaction      | Sam Lennertz                      | Veranclassic-AGO                    |
| Frédérique Robert              | Wanty-Groupe Gobert         | Kevin Peeters                     | Karriereende                        |
|                                |                             | Alphonse Vermote                  | Karriereende                        |

## Mannschaft
| Teamkader 2016                                  | Teamkader 2016     | Teamkader 2016 | Teamkader 2016                     |
| Name                                            | Geburtsdatum       | Land           | Vorheriges Team                    |
| ----------------------------------------------- | ------------------ | -------------- | ---------------------------------- |
| Jens Adams                                      | 5. Juni 1992       | Belgien        | BKCP-Powerplus (2013)              |
| Joeri Adams (1. Jan.–30. Jun.)                  | 15. Oktober 1989   | Belgien        |                                    |
| David Boucher                                   | 17. März 1980      | Belgien        | FDJ (2015)                         |
| Dennis Coenen                                   | 13. November 1991  | Belgien        |                                    |
| Jan Denuwelaere (12. Mai–20. Okt.)              | 9. April 1988      | Belgien        |                                    |
| Gerry Druyts                                    | 30. Januar 1991    | Belgien        | Team 3M (2014)                     |
| Yannick Eijssen                                 | 26. Juni 1989      | Belgien        | Wanty-Groupe Gobert (2015)         |
| Alexander Geuens                                | 5. September 1994  | Belgien        | Lotto-Soudal U23 (2015)            |
| Kurt Geysen                                     | 26. Mai 1979       | Belgien        |                                    |
| Johan Jacobs (15. Nov.–31. Dez.)                | 1. März 1997       | Schweiz        |                                    |
| Pieter Jacobs                                   | 6. Juni 1986       | Belgien        | Topsport Vlaanderen-Baloise (2015) |
| Tim Merlier                                     | 30. Oktober 1992   | Belgien        | Sunweb-Napoleon Games (2015)       |
| Xandro Meurisse (1. Jan.–31. Jul.)              | 31. Januar 1992    | Belgien        | An Post-ChainReaction (2015)       |
| Rob Peeters                                     | 2. Juli 1985       | Belgien        | Telenet-Fidea (2013)               |
| Yannick Peeters                                 | 15. November 1996  | Belgien        | Acrog-Balen BC (2014)              |
| Frédérique Robert                               | 25. Januar 1989    | Belgien        | Wanty-Groupe Gobert (2015)         |
| Rob Ruijgh                                      | 12. November 1986  | Niederlande    | Vacansoleil-DCM (2013)             |
| Jelle Schuermans                                | 3. Dezember 1996   | Belgien        |                                    |
| Timothy Stevens                                 | 26. März 1989      | Belgien        | Team 3M (2014)                     |
| Wout van Aert                                   | 15. September 1994 | Belgien        | Telenet-Fidea (2014)               |
| Jordi Van Dingenen                              | 18. Juni 1996      | Belgien        |                                    |
| Joachim Vanreyten (1. Aug.–31. Dez., Stagiaire) | 31. August 1994    | Belgien        | Lotto-Soudal U23 (2016)            |
|                                                 |                    |                |                                    |
| Quelle: ProCyclingStats                         |                    |                |                                    |